# Alpha Hydri
Alpha Hydri (Cabeça de Hydrus, 24 Hydri) é uma estrela na direção da Hydrus. Possui uma ascensão reta de 01h 58m 45.87s e uma declinação de −61° 34′ 11.7″. Sua magnitude aparente é igual a 2.86. Considerando sua distância de 71 anos-luz em relação à Terra, sua magnitude absoluta é igual a 1.16. Pertence à classe espectral F0V.